# Triportheidae
Famille
Triportheidae forment une famille de poissons d'eau douce appartenant à l'ordre des Characiformes.

## Liste des genres
Selon FishBase (05 juin 2015):
- sous-famille Agoniatinae Bleeker, 1859
  - genre Agoniates Müller & Troschel, 1845

- sous-famille Clupeacharacinae Fowler, 1958
  - genre Clupeacharax Pearson, 1924
  - genre Engraulisoma Castro, 1981
  - genre Lignobrycon Eigenmann & Myers, 1929

- sous-famille Triportheinae Fowler, 1940
  - genre Triportheus Cope, 1872